# Agrotis fusca
Agrotis fusca là một loài bướm đêm trong họ Noctuidae.